# 汤口镇
汤口镇，是中华人民共和国安徽省黄山市黄山区下辖的一个乡镇级行政单位。距黄山风景区南大门2.5公里。

## 行政区划
汤口镇下辖以下地区：
汤口社区、山岔村、芳村村和岗村村。

## 历史
汤口镇原属歙县。1983年底划归黄山区。古时此处地处深山，游人罕至。1930年代至岩寺镇的公路通车，同时兴建汤口至黄山茅篷的登山公路，山货市集开始发展。1980年代，黄山旅游业兴起，汤口镇迅速繁荣。

## 景点
- 翡翠谷：昵称“情人谷”，位于汤口镇山岔村